# 嫁盗み
嫁盗み（よめぬすみ）は、長崎で行なわれた風習。媳婦盗（よめごぬすみ）とも言われる。西日本、特に九州地方で同様なことが行われていた。
長崎県では明治時代まで嫁盗みが行われたところもあり、「嫁盗み籠」と呼ばれるものも残されていた。

## 嫁盗みの背景
この風習は、女性を誘拐、略奪するというわけではなく、社会的な制約があったため、または経済的な理由からとられた方法だった。
大きく分けて3つの種類があり
1. 両親が話し合いの上、本人同士も了承している場合。
2. 娘の親が承諾していないが、本人同士が認めあっている場合。
3. 下女や召使を盗む場合。これは雇い主に了解を求める場合と、そうでない場合とがあった。

相手の娘が何も知らずにいきなり連れて行かれることもあったが、2.の場合には男ではなく娘の方から（自分を）盗んでくれと頼むこともあった。さらに、娘もその家族も同意していても、隣近所への義理合いや、婚礼費が用意できないなどの事情で、通常の婚礼が行えない時に、（娘を）盗まれるという形で済ませようとしたこともあった。

## 女性の連れ出し
特に定まった日があるわけではないが、11月や12月の間に多く行なわれた。女性の連れ出しを実行するのは、集落内の「わっかもん（若者）」と呼ばれる者達だった。
ある男性に、妻にしたい女性がいた時、知人友人にその女性を盗む（連れ出す）よう頼むと、彼らは吉日を選んで娘の住家の近所に向かい、夜間にその娘を誘い出して用意した駕籠に乗せる。そして「よめご盗み よめご盗み」と連呼しながら連れ去った。町の人はそれを止めるどころか家から出てきて見ようともしない。娘の家人が止めようとすると、かえって野次馬たちがそれを遮った。
盗み出す際には、あらかじめ娘を迎えるための酒食の準備などもしておき、盗み出した後には人を立てて娘の親元へもあいさつに行った。盗まれた側の家からは、「取り戻し」と呼ばれる口利きの男女が3人ずつ出向くが、ほとんどの場合は彼らは酒肴を受けて帰り、親の側もそれで黙認した。しかし、娘の親がどうしても承知せず、娘を取り戻すために訴え出ることもあった。
一方的に「嫁」を盗むこともあったが、意に添わない場合は娘は夜明けまでに逃げ帰った。盗み出した「婿」は面目が立たないので、すぐにほかから盗むこともあった。

## 処罰
長崎奉行の金沢千秋は嫁盗みを禁止し、嫁盗みをする者は召し捕って重罰に処する旨、御触を出した。
北馬町の源七と桶屋町のセキは恋文を交わすほどの仲だったが、セキの父親が2人の仲を認めてくれそうになかったため、源七は仲間4人に嫁盗みをしてもらった。父親は娘を返してくれるよう懇願したが源七が承知せず、セキも家には戻らないと拒んだため、父親は奉行所に訴え出た。その後の判決は、
- セキ - 遊女として奉公。
- 源七 - 五島へ遠島
- 仲間4人 - 過料1貫目

となった。